# Ата-Спор
«Ата-Спор» или «Атаспор» — ныне не существующий киргизский футбольный клуб, представлявший Бишкек. В 2009 году выступал в высшей лиге Кыргызстана.

## История
Клуб основан в 2008 году, представлял Бишкек, согласно другим источникам — Сокулук. Один из источников сообщает, что «Ата-Спор» был создан на базе бишкекской команды первой лиги «Эгриси-Берект», однако в 2009 году и «Ата-Спор», и «Эгриси-Берекет» существовали одновременно и участвовали в розыгрыше Кубка Кыргызстана.
Владельцем клуба была турецкая компания «Ата Груп», имевшая кондитерскую фабрику в Кыргызстане. Команду тренировал турецкий тренер, а среди игроков, помимо местных футболистов, были легионеры из Турции, России, Узбекистана и африканских стран, но не слишком высокого уровня. Среди игроков был и владелец клуба — Эркют Ташир.
В 2008 году «Атаспор» выступал в северной зоне Первой лиги, где занял 8-е место. На следующий год владельцы клуба подали заявку на участие в высшем дивизионе, выполнив лицензионные требования.
Команда стала аутсайдером турнира, набрав всего 5 очков в 16 матчах, единственная победа была одержана над «Камбар-Атой» на выезде (2:1). В межсезонье-2009/10 клуб прекратил существование.

## Таблица выступлений
| Год  | Лига                  | Место   | И  | В | Н | П  | Мячи  | Бомбардир        | Кубок |
| ---- | --------------------- | ------- | -- | - | - | -- | ----- | ---------------- | ----- |
| 2008 | Первая (зона «Север») | 8 из 10 | 18 | 5 | 6 | 7  | 36-22 | ?                | н/д   |
| 2009 | Высшая                | 9 из 9  | 16 | 1 | 2 | 13 | 12-61 | Асхат Аматов — 3 | 1/16  |